# Callophrys avis
Callophrys avis (Chapman, 1909) es un lepidóptero ropalócero de la familia Lycaenidae.

## Distribución
Muy restringida. En África se distribuye por Marruecos y Argelia: se encuentra en Tánger, Argel, Jenchela y Zerhoun. En Europa, por Francia, España y Portugal: Cáceres, Cádiz, Málaga, Teruel, mitad oriental de Cataluña, sur de Portugal y desde los Pirineos Orientales hasta los Alpes Marítimos.

## Descripción

### Imago
Tamaño pequeño. Destaca su coloración verde del reverso (con una pequeña franja discontinua blanca en las alas posteriores), aspecto que en la península ibérica solamente comparte con Callophrys rubi y ligeramente con Tomares ballus, solo que esta última especie también presenta tonalidades naranja y las verdes están localizadas en las alas posteriores; en cambio es muy similar a la primera; para diferenciarlas con certeza se tiene que observar la pilosidad de la frente (espacio entre los dos ojos), rojo en C. avis, aunque hay alguna otra pequeña diferencia. Anverso uniforme de color marrón oscuro. Dimorfismo sexual casi inexistente.

### Oruga
Poco conocida; con la forma típica de licénido. En una de las formas conocidas es verde con ambas franjas laterales más claras y dos más dorsales de la misma tonalidad y punteadas de rojo.

## Hábitat
Zonas arbustives y secas con abundancia de madroño (Arbutus unedo), la principal planta nutricia de la oruga. Esta también se puede alimentar de Coriaria, Viburnum y Salvia.

## Período de vuelo e hibernación
Una generación al año. Los imagos vuelan entre finales de marzo y mediados de junio dependiendo de la localidad y de la altitud. Hiberna como pupa.

## Comportamiento
Sobre arbóreas, las hembras ponen los huevos en hojas jóvenes adyacentes a flores secas o frutos, evitando plantas jóvenes o rebrotadas.

## Especies ibéricas similares
- (Callophrys rubi)
- (Tomares ballus)